# Port Suez

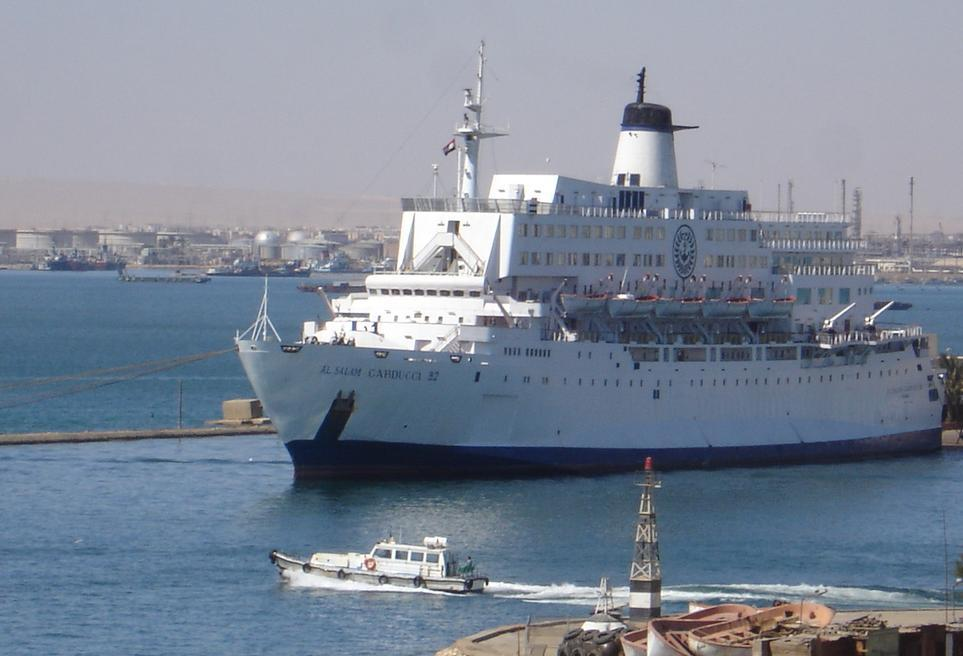

Le port de Suez, ou Port Suez se situe à la limite sud du canal de Suez. Elle est bordée par la ligne imaginaire qui s'étend de Ras-El-Adabieh jusqu'aux sources de Moussa, incluant également la côte nord jusqu'à l'entrée du canal de Suez. À l'origine, Port Tewfik (ou Port Taufiq) était désigné comme l'entrée du canal. Port Suez couvre une plus grande superficie avec de multiples ports,.